# こんにちワンからワンツースリー
こんにちワンからワンツースリーは、日本の男性グループ・HotchPotchiのデビューシングル。2007年12月5日発売。

## 概要
通常盤とDVD付の盤では、カップリング曲が異なる。DVDには「こんにちワンからワンツースリー」のPV、「こんにちワンからワンツースリー」とカップリングの「ワンパラダイス」の振り付け映像、メイキングを収録。

## 収録曲

### 通常盤
1. こんにちワンからワンツースリー
  - 作詞：谷亜ヒロコ、村上葉子／作曲：aya Sueki／編曲：aya Sueki、中西亮輔
2. キ・ラ・リ☆シャンシャン SNOW SNOW♪
  - 作詞・作曲：大智／編曲：youwhich、中西亮輔
3. こんにちワンからワンツースリー（カラオケ）
4. キ・ラ・リ☆シャンシャン SNOW SNOW♪（カラオケ）

### DVD付
1. こんにちワンからワンツースリー
2. ワンパラダイス
  - 作詞：田中花乃／作曲：aya Sueki／編曲：aya Sueki、中西亮輔
3. こんにちワンからワンツースリー（カラオケ）
4. ワンパラダイス（カラオケ）